# 愉園体育会
愉園体育会（ゆえんたいいくかい、繁体字中国語: 愉園體育會、英: Happy Valley Athletic Association）は、香港を本拠地とするスポーツクラブ。通称「ハッピー・ヴァレー」。最も著名なサッカー部の他、バスケットボール部、水泳部、ライフセービング部、卓球部、陸上部がある。

## 歴史
戦後まもなく僑光中学の卒業生5人が設立、1950年に正式に社団化。1955年から サッカー協会主催の試合に参加を開始した。
二度目の八百長騒動
2013-14年シーズンの甲組において、大型補強や甲組の元得点王を監督に招聘するなどしたが成績はふるわず、メインスポンサーが首脳陣の退陣を要求した為退団 、混乱が続くなか21日の対傑志戦で1-5の惨敗を喫する。チーム内の勢力争いも露呈し、ファンからも八百長を疑う声があがる程であった。
明けて2014年1月5日の対晨曦戦で0-5の大敗北を喫すると、その試合後青衣運動場のロッカールームに廉政公署職員が突入し、選手職員全員を取調の為に連行した。罪状確定までの間、2013-14年シーズンの残りの試合は暫時延期となったが、セカンドチームとユースチームはその対象から外れていた
罪状確定後サッカー協会の一連のやり方は不当であるとアジアサッカー連盟に申立を行い、スポーツ仲裁裁判所に提訴したが、結局その後八百長に関与した選手を始めとした選手、職員の大部分が退団する事になり、シーズンの残り試合の扱いも変わらなかった。

### 再建（2016-）
2015年1月20日にSNS上でコーチ陣の刷新を発表、2015-16年シーズンは乙組残留に失敗、二期連続での降格となった。
2016-2017シーズン
- 香港リーグ4部に降格した。

2017-2018シーズン
- 香港リーグ3部の年間成績は19勝6分1敗で優勝した。

2018-2019シーズン
- 香港プレミアリーグに昇格のために、外国籍選手のイゴ・モビチ、マヒル・カリチとヌドゥ・ムヘチが新加入、そして、元香港代表李志豪、鄭禮騫も加入した。
- 昇格を目標に開幕を迎えた、愉園はリーグ18連勝を達成、香港甲級サッカーリーグ（2部）の年間成績は22勝2分2敗で優勝した、5年ぶりのリーグ1部に戻る。アルバニア人のヌドゥ・ムヘチはリーグ得点王を達成。

2019-2020シーズン
- 香港プレミアリーグに昇格は決めた、外国籍選手のヌドゥ・ムヘチが契約満了で退団した、元香港代表李志豪、鄭禮騫も退団した。
- 戦力補強として、夢想から屠俊翹を完全移籍で獲得。

三度目の八百長
2023年5月、香港廉政公署は八百長の疑いで23人を逮捕。これに対しサッカー協会会長は八百長に関与した選手職員を根絶やしにしなければならないと述べた。マスコミによると同年8月現在サッカー協会のリーグ戦登録チームに愉園の名が無いと報道している。

## タイトル

### 国内タイトル
- リーグ : 6回
1964-65、1988-89、1998-99、2000-01、2002-03、2005-06

- リーグカップ : 1回
2000-01

- シニアシールド : 6回
1969-70、1977-78、1982-83、1989-90、1997-98、2003-04

- FAカップ : 2回
1999-00、2003-04

### 国際タイトル
なし

## 歴代所属選手
- トニー・プリス 1981-1982
- キース・ガンブス 2001-2003
- ローレンス・アカンドゥ 2003-2005
- ゴッドフレッド・カリカリ 2009-2010

## 歴代監督
- 陳鴻平 (2003-2005)
- 黃耀信 (2005-2006)
- ジョゼ・リカルド・ランボ (2006)
- 羅繼華 (2006-2007)
- 陳鴻平 (2007-2008)
- Wong Yiu Shun (2008-2009)
- 鄺曉明 (2009-2012)